# مدشين (مجلة)
مجلة مدشين (بالألمانية: Mädchen Zeitschrift) وتعني الفتاة، هي مجلة ألمانية نصف شهرية خاصة بالفتيات الشابات (موجهة بالتحديد إلى الفتيات من سن 11 إلى سن 17) وكل الناطقين باللغة الألمانية، تصدر المجلة مرة كل أسبوعين في مدينة ميونخ منذ عام 1976، وتنشر مواضيع حول الموضة والتجميل وتجري تحقيقات وأخبار عن نجوم عالم الفن والموسيقى .